# John M. Pommersheim

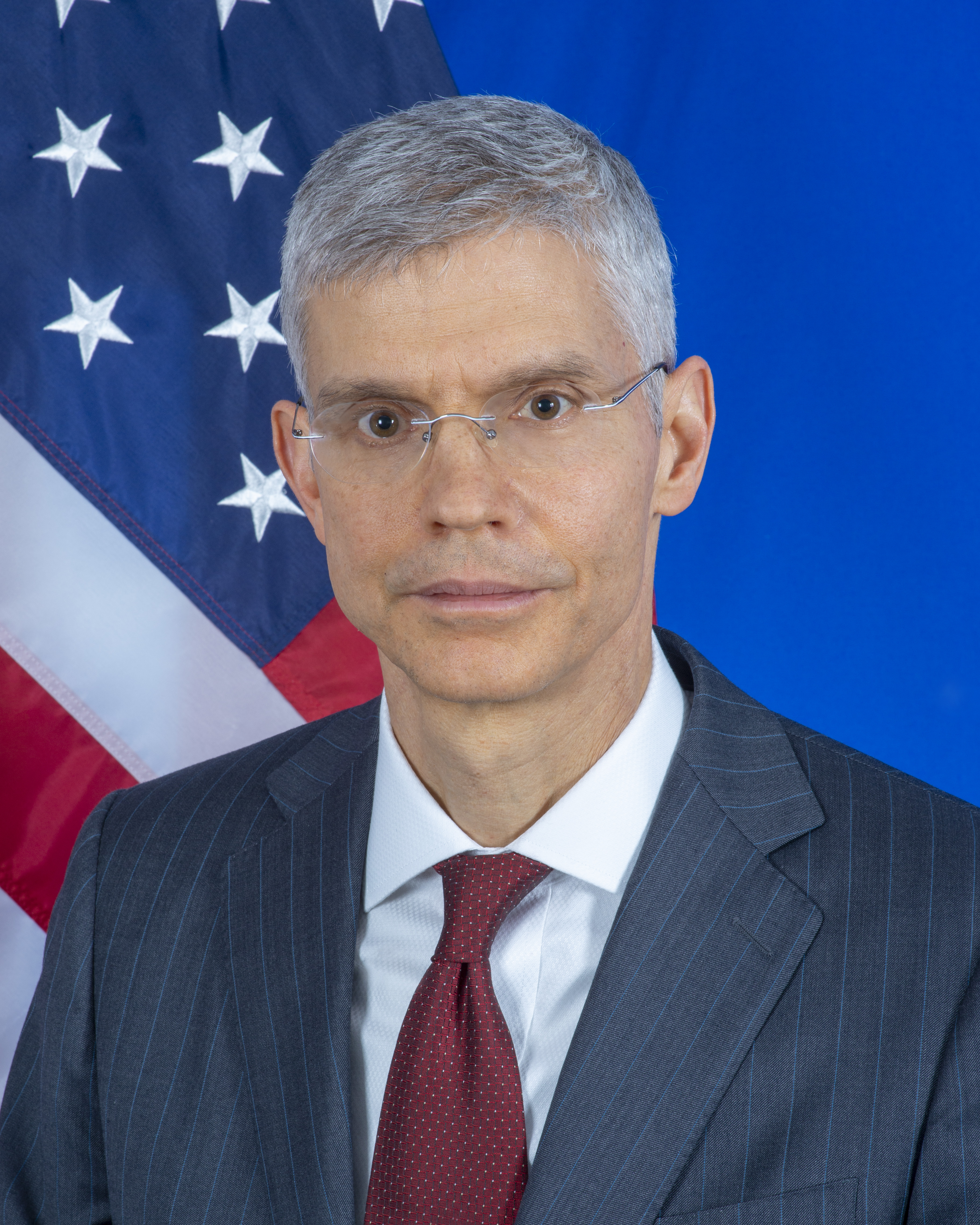
John M. Pommersheim

John Mark Pommersheim (* 10. April 1964 in Pittsburgh, Pennsylvania) ist ein US-amerikanischer Diplomat und seit dem 22. Februar 2019 Botschafter der Vereinigten Staaten in Tadschikistan.

## Leben
John Pommersheims Vater James war Professor an der Bucknell University. Er selbst studierte an den Universitäten Bucknell und Columbia. 1986 war Pommersheim als Produktionsassistent bei CNN in Moskau.
Mit seiner russischen Frau Natalja Matjuschewskaja hat er 3 Kinder.

## Laufbahn
Von 1987 bis 1988 war Pommersheim für die United States Information Agency in Tiflis, Taschkent und Irkutsk tätig. 1990 trat er in den diplomatischen Dienst ein mit anschließenden Einsätzen in China (1990–1991), Minsk (1992–1994) und Bonn (1994–1997); danach war er im Russland-Referat des State Department in Washington, D.C. tätig (1997–1999).
Von 2004 bis 2007 war John Pommersheim Generalkonsul in Wladiwostok. Anschließend arbeitete er im State Department im Referat für Europa und Eurasische Angelegenheiten (2013–2015).
Von 2015 bis 2018 war Pommersheim Ständiger Vertreter des Botschafters an der amerikanischen Botschaft in Astana. 2019 trat er die Nachfolge von Elisabeth I. Millard als US-Botschafter in Tadschikistan an.